# YKK (정치)
YKK(YKK)는 일본 자유민주당 소속 국회의원이었던 야마사키 다쿠, 가토 고이치, 고이즈미 준이치로 등 세 사람의 맹우 관계를 가리켜 앞 글자의 로마자를 따서 만든 조어다. YKK 트리오라고도 한다. 지퍼 제조 공장으로 유명한 비철금속기업 YKK에서 아이디어를 얻었는데 야마사키는 이것이 가토의 아이디어라고 주장했다.

## YKK의 등장
1991년 당시 자민당은 다케시타파의 아성이었다. 가토는 여기에 불만을 가졌고 의원 동기인 야마사키와 고이즈미에게 동참을 호소하면서 이들의 동맹 관계가 시작되었다. 세 사람은 1972년 나란히 국회에 입성했으며 당시 의사당 내 의석이 이웃해있어 자연스럽게 친해지게 되었다. 하지만 한편으론 야마사키는 나카소네 야스히로의 파벌, 가토는 오히라 마사요시의 파벌, 고이즈미는 후쿠다 다케오의 파벌이었기에 이들은 숙명의 라이벌이기도 했다.
한때 나카무라 기시로를 포함해 NYKK로 불린 적도 있었지만 1994년 나카무라가 알선 수뢰 혐의로 체포되면서 이들의 관계는 끝났다. YKK는 같은 해에 정책집단인 「그룹 신세기」를 창설하여 자신들의 토대로 삼았다. 1995년 5월 후나다 하지메(당시에는 신진당 소속) 등과 함께 보보 연합 구상을 모색하며 '총리 공선제와 총리의 자질을 생각하는 모임'을 결성했다.
하시모토 내각 당시에는 모리 요시로를 포함하여 MYKK로 불리기도 했으며 YKK와 가까운 사이였던 다카무라 마사히코까지 포함해 MY3K라 불리기도 했다. 이 무렵부터 각 파벌의 유력 정치인으로 주목받던 세 사람은 파벌의 간부로 취임하면서 조금씩 견제를 받게 된다. 1990년대에는 재정 재건을 강력히 주장하면서 자민당 내의 정치 역학에 큰 영향을 미치기도 했다.

## 가토의 난 이후
YKK 중에서도 야마사키와 가토의 사이가 친밀했다고 한다. 또한 하시모토 내각 때 가토가 간사장, 야마사키가 정조회장직을 맡으면서 고이즈미보단 두 사람이 총재 후보로 두각을 보였다. 가토는 1998년 파벌을 물려받았고 다음해 야마사키는 독자적인 파벌을 만들었으며 두 사람은 일본 자유민주당 총재 선거에 출마해 오부치 게이조에게 대항했다. 한편 고이즈미는 1995년과 1998년 두 차례에 걸쳐 자민당 총재 선거에 출마했지만 이는 사실상의 중립을 지키고자 하는 미쓰즈카파의 의향에 따른 것으로 승패는 중요한 것이 아니었다. 애초에 고이즈미는 같은 파벌 내에서 모리가 유력 총재 후보로 여겨졌기에 고이즈미는 크게 주목받지 못했다.
가토의 난이 일어나자 고이즈미는 가토가 내각불신임안에 찬성할 것이라는 정보를 적극적으로 흘리며 주류파와 함께 진압에 가담했다. 이는 YKK의 결속력이 단단하지 않다는 것을 보여준 사건이 되었다. 실제로 2000년 12월 고이즈미는 YKK는 우정과 타산의 이중 구조라고 발언해 주목을 끌기도 했다. 고이즈미가 2001년 세 번째 총재 선거에 출마하자 가토는 고이즈미를 지지했지만 그가 당선된 뒤 입각은 하지 않았다. 이후에도 가토는 고이즈미 지지를 표명했지만 조금씩 고이즈미를 비판하는 방향으로 나가가기 시작했다. 2005년 1월 가토는 YKK는 실질적으로 종식했다고 말했다.
야마사키는 고이즈미의 총재 취임 당시 간사장으로서 고이즈미에게 부족했던 인맥을 보완해주는 역할을 했다. 고이즈미는 당무와 정무에서 야마사키를 매우 신뢰했다고 하며 고이즈미가 물러나야 한다는 얘기가 나올 때 야마사키는 고이즈미를 헌신적으로 뒷받침해주었다. 하지만 내각 지지율이 내려가면서 2003년 9월 개각을 했고 이때 당내 유력자인 모리, 아오키 미키오, 고가 마코토 등과 공명당의 요구에 따라 야마사키와 다케나카 헤이조 둘 중 하나를 경질할 것을 요구받았다. 결국 고이즈미는 야마사키를 버리게 된다. 야마사키는 부총재로 승격했지만 명예직에 불과했다.
실의에 빠진 야마사키는 스캔들에도 휘말려 2개월 뒤에 진행된 총선에서 낙선했다. 하지만 야마사키는 당내 저항 세력에 대한 방패 역할을 수행하고 공명당과의 다리를 놓아주며 고이즈미의 정치 상담을 하는 등 고이즈미에게 필요한 존재였기에 총리 보좌관으로 등용되었다. 2005년 보궐선거에서 야마사키가 출마하자 고이즈미는 "다쿠 씨가 있어서 내가 있다!"고 말하며 전폭적으로 지지했고 야마사키는 국회에 복귀했다.
하지만 우정 해산 후의 개각에서 야마사키파에서 한 명도 입각하지 못한 것을 계기로 둘의 관계는 금이 가게 됐다. 고이즈미가 속한 모리파를 제외하곤 야마사키파는 유일하게 고이즈미 내각을 지지해준 파벌이었는데 사실상 냉대받았고 참아온 불만이 폭발한 것이었다. 파벌 내에서 회장인 야마사키에 대한 반감이 생겼고 야마사키도 고이즈미에 대한 불만을 폭발시키면서 사실상 둘의 관계는 끝나고 말았다.
2007년 2월 고이즈미의 후계자인 아베 신조에 대해 비판적인 입장이었던 가토와 야마사키가 KY 콤비를 구성했으며 이후 고가가 여기에 합세해 신YKK로 불리기도 했다. 니카이 도시히로가 함께 묶여 NYKK로 칭해지기도 했다. 2008년 3월에는 KY 콤비와 가메이 시즈카, 간 나오토 등이 회담을 가지면서 3KY로 불렸다.
2009년 고이즈미가 정계를 은퇴하면서 YKK의 시대도 저물기 시작했다. 같은 선거에서 야마사키는 낙선하여 3년 뒤 정계를 은퇴했으며 가토는 2012년 선거에서 낙선해 다음해 정계를 은퇴했다. 야마사키는 자신의 파벌을 이시하라 노부테루에게 넘겨줬으며 가토는 2016년 9월에 사망하면서 YKK의 시대는 끝이 났다.